# رجیان آلوز
رجیان کلی لیما آلوز (زاده ۳۱ اوت ۱۹۷۸) یک بازیگر برزیلی است. او بیشتر با بازی در نقش دوریس در تلویزیون شبکه رده گلوبو، زنان عاشق شناخته می‌شود.
او در سانتو آندره، منطقه شهری سائوپائولو متولد شد. او دختر ناظر فروش خوزه مونتیرو آلوز و ماریا آپارسیدا آلوس لیما است.

## زندگی شخصی
بین سالهای ۱۹۹۶ و ۱۹۹۹ با کارلوس آگوستو نوگوئیرا تبلیغاتی ازدواج کرد، اما طلاق گرفت.
در سال ۲۰۰۰ با دستیار کارگردان آندره فیلیپ بایندر ازدواج کرد، این ازدواج، اما تا سال ۲۰۰۴ ادامه داشت، زمانی که این زوج طلاق گرفتند.
در سال ۲۰۰۵ یک رابطه عاشقانه با تیاگو آنتونس، نوازنده آغاز کرد و در ۱۰ اکتبر ۲۰۰۹، پس از چهار سال زندگی مشترک، این بازیگر با او در بارا دا تیجوکا، در غرب شهر ریودوژانیرو ازدواج کرد. در ماه مه ۲۰۱۰ این بازیگر طلاق خود را از موسیقیدان تأیید کرد.
او با بازیگر و فیلمساز ژائو گیمنز، پسر رجینا دوارته ازدواج کرد. در ۲۶ آوریل ۲۰۱۴، رجیان اولین پسر خود، جان گابریل را به دنیا می‌آورد که از طریق سزارین به دنیا آمد. در ۲۶ اوت ۲۰۱۵، او دومین پسر خود، آنتونیو را به دنیا آورد.

## فیلمشناسی

### تلویزیون
| سال  | عنوان                  | نقش                                 | یادداشت‌ها                              |
| ---- | ---------------------- | ----------------------------------- | -------------------------------------- |
| ۱۹۹۸ | شیفتگی                 | آنا کلارا گوویا دا سیلوا پراتس      |                                        |
| ۱۹۹۸ | مئو پِ دی لارنجی لیما   | لیلی سیلوا (لیلی)                   |                                        |
| ۲۰۰۰ | مورالا                 | روزالیا اولینتو                     |                                        |
| ۲۰۰۰ | لاکوسیوس دی فامیلیا    | کلارا لسردا فراری                   |                                        |
| ۲۰۰۱ | "جنتاً شجاع             | گیجی                                | قسمت: "جنایت ناقص"                     |
| ۲۰۰۱ | "جنتاً شجاع             | برانکا لوز                          | قسمت: «آریوسوالدو و کاسامنتو مادربزرگ» |
| ۲۰۰۱ | سیتیو دو پیکاپو امارلو | سفید برف                            | اول                                    |
| ۲۰۰۲ | خواسته‌های زن           | لتیسا میراندا مورنو                 |                                        |
| ۲۰۰۳ | زنان اپیکسوناداس       | دوریس دوارت مارتینز                 |                                        |
| ۲۰۰۴ | کابوکلا                | الیزابت پریرا جنکیرا کالداس (بلینه) |                                        |
| ۲۰۰۵ | عکس فالو               |                                     | : لیسیا                                |
| ۲۰۰۶ | "منح نادا مول"         | ایلیزاندرا پریس                     | : هپنوز دو امور                        |
| ۲۰۰۶ | صفحه‌های زندگی          | آلیس میراندا دی ویلا آررودا         |                                        |
| ۲۰۰۸ | بلیزا پورا             | جوانا دا سیلوا آمارانته مدیروس      |                                        |
| ۲۰۰۸ | کاسوس و آکاسوس         | آلین                                | : حسود، حسود و حسود                    |
| ۲۰۰۹ | بیش از حد              | بتی                                 | خارق‌العاده                             |
| ۲۰۰۹ | تورما دو دیدی          | خودش                                | قسمت: ۱۲ ژوئیه 2009                    |
| ۲۰۱۰ | زمان مدرن              | گُ کوردیرو (گوی)                     |                                        |
| ۲۰۱۱ | " زندگی مردم "         | کریس مکیدو (کریس)                   |                                        |
| ۲۰۱۲ | جنگ دو سکس             | جنیفر                               | قسمت‌ها: ۲۷ تا ۳۰ اکتبر 2012            |
| ۲۰۱۳ | سانگئو بوم             | رناتا مورتی                         |                                        |
| ۲۰۱۶ | یک لی دو امور          | الیزابت آلویس تاوریس (بِت)           | قسمت: ۲ دسامبر ۲۰۱۶–۱۰ ژانویه ۲۰۱۷"    |
| ۲۰۱۷ | شهر ممنوع              | مارلی                               |                                        |
| ۲۰۱۸ | زمان متوقف نمی‌شود      | ماریاکارلا بورلی                    |                                        |
| ۲۰۱۹ | رقص دو فاموسوس         | شرکت کننده                          | فصل ۱۶                                 |

### فیلم
| سال  | عنوان               | نقش            | یادداشت    |
| ---- | ------------------- | -------------- | ---------- |
| ۲۰۰۴ | اونده آندا ووک      | استلا دا لوز   |            |
| ۲۰۰۵ | بدن                 | هلنا           |            |
| ۲۰۰۶ | صاحب دریا           | ژرمانا         |            |
| ۲۰۰۶ | زوزو فرشته          | فرشته هیلدگارد |            |
| ۲۰۱۱ | رتراتو فالهدو       | پرولا          | فیلم کوتاه |
| ۲۰۱۴ | ای منینو نه اسپلیو  | اودته          |            |
| ۲۰۱۴ | ایزولادوس           | رناتا          |            |
| ۲۰۱۸ | اوما پیتادا د سورته | مارگو          |            |